# Гуменюк Семен Олександрович
Семен Олександрович Гуменюк (16 липня 1914 — 17 березня 1944) — радянський офіцер, Герой Радянського Союзу (1944).

## Біографія
Семен Гуменюк народився 16 липня 1914 року у селі Слобода-Дашковецька (нині у Вінницькому районі Вінницької області України) у селянській родині. Українець. Після закінчення початкової школи працював у колгоспі.
У 1936 році Гуменюк був призваний на службу у Робітничо-селянську Червону армію. У 1939 році він закінчив курси молодших лейтенантів.
З вересня 1941 року — на фронтах німецько-радянської війни. Брав участь у Харківській операції 1942 року, Сталінградській битві, визволенні Донбасу та Мелітополя. До березня 1944 року гвардії старший лейтенант Семен Гуменюк командував ротою 144-го гвардійського стрілецького полку 49-ї гвардійської стрілецької дивізії 28-ї армії 3-го Українського фронту. Відзначився під час звільнення Херсонської області Української РСР.
У ніч з 11 на 12 березня рота Гуменюка переправилася через Дніпро у районі села Садове Білозерського району та захопила плацдарм на його західному березі. Ранком 12 березня Гуменюк особисто повів своїх бійців у атаку на укріплений ворожий пункт. Увірвавшись у траншеї противника, рота знищила 2 кулемети, дзот та близько 20 солдатів та офіцерів противника. Наступаючи далі, рота оволоділа важливим рубежем. 13 березня рота звільнила село Киселівка, знищивши 3 танки та велику кількість солдатів та офіцерів противника. У тому бою Гуменюк особисто знищив близько 10 солдатів та офіцерів.

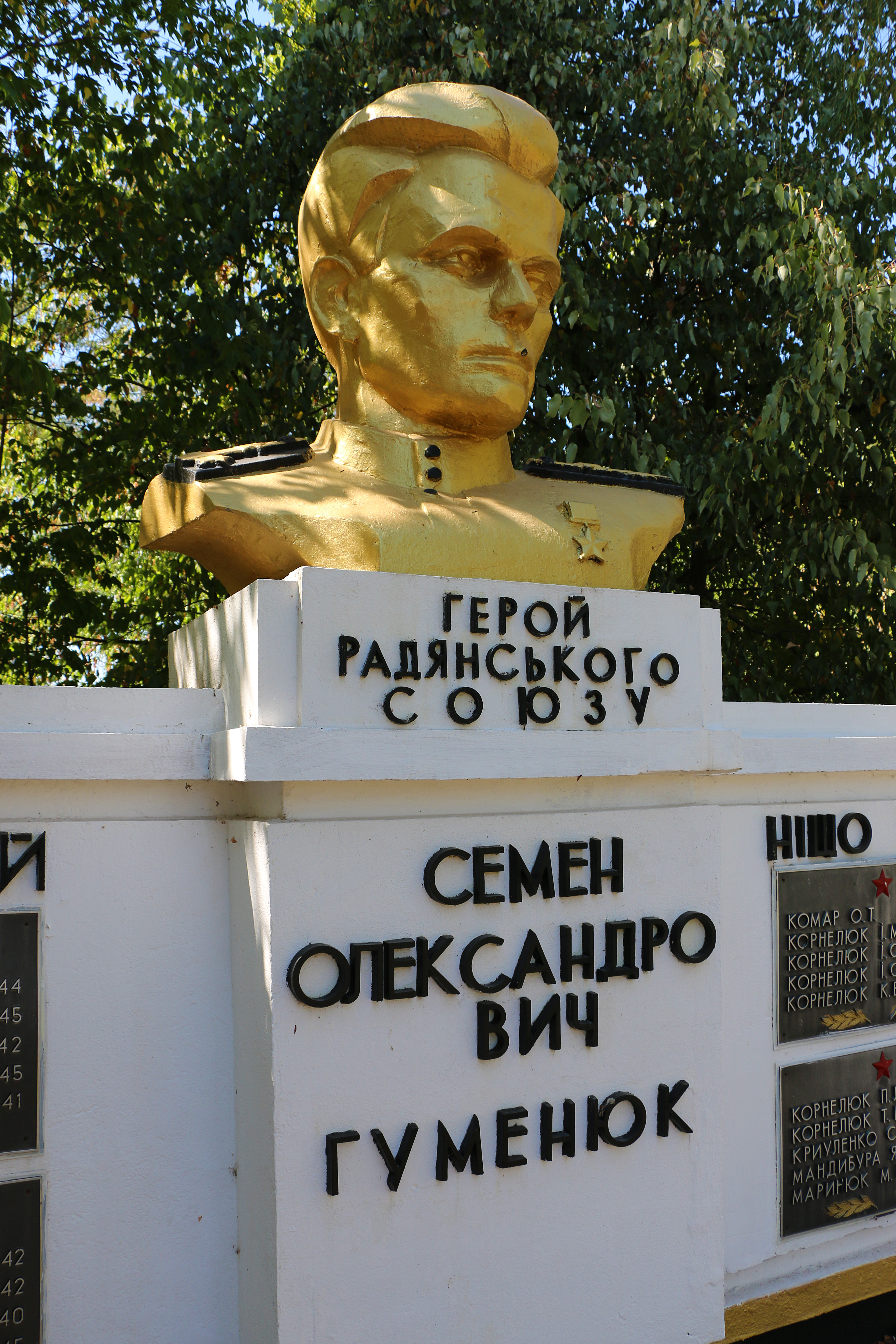
Пам'ятник Семену Гуменюку у рідному селі Слобода-Дашковецька

17 березня 1944 року він загинув у бою на підступах до Миколаєва. Похований у селі Українка Вітовського району Миколаївської області.

## Звання та нагороди
3 червня 1944 року гвардії старшому лейтенанту С. О. Гуменюку присвоєно звання Героя Радянського Союзу.

## Вшанування пам'яті
Погруддя Семена Гуменюка встановлені у селах Українка та Слобода-Дашковецька.